# Stefano Zara
Stefano Zara (Genova, 11 dicembre 1937) è un politico italiano.

## Biografia
Nato a Genova l'11 dicembre 1937, si è laureato in giurisprudenza all'Università di Genova nel 1962, Zara ha lavorato per alcune importanti aziende nazionali ricoprendo prestigiosi incarichi dirigenziali.
Nel 1977 diventa direttore del personale dell'Ansaldo mentre nel 1983 fonda la Metis spa, importante realtà genovese operante nell'area del management consulting, di cui diventa amministratore delegato e poi presidente. Presidente di Assindustria Genova e membro della giunta della Confindustria dall'ottobre del 2000 al settembre del 2004, è stato membro della giunta della Camera di Commercio di Genova, della fondazione Gaslini e presidente di Ponente Sviluppo di Genova.
Dopo essere stato tra i fondatori dei comitati dell'Ulivo a Genova, che portarono alla elezioni politiche del 1996 alla vittoria di Romano Prodi, è stato deputato del Parlamento italiano, venendo eletto nelle elezioni suppletive del 2004, indette per la morte di Gianfranco Cozzi, sostenuto da tutti i partiti dell'attuale Unione: riguardo quest'esperienza, che ha deciso di non proseguire al termine della legislatura, ha scritto il libro "Diciotto mesi a Montecitorio", edito da Redazione, Genova.
Nel febbraio 2007 ha partecipato alle elezioni primarie per la scelta del candidato sindaco di Genova per il centro-sinistra: sostenuto formalmente dalla Margherita e sostanzialmente dal presidente della Sampdoria Riccardo Garrone, si è dovuto accontentare del secondo posto dietro all'europarlamentare Marta Vincenzi (ex PCI, PDS e DS). Ha ricoperto la carica di Presidente della Onlus Helpcode Italia.